# Jean Blaise (acteur)
Pour les articles homonymes, voir Brożek, Jean Blaise (homonymie) et Blaise.
Jean Blaise de son vrai nom Miroslav Brożek, né le 10 février 1942, est un sculpteur français qui est surtout connu pour la carrière de comédien qu'il a menée pendant une dizaine d'années au tournant des années 1960, sous le pseudonyme de Jean Blaise.

## Biographie
Né le 10 février 1942, il a 25 ans quand en 1967 Jean-Gabriel Albicocco choisit cet inconnu du grand public pour incarner Augustin Meaulnes, dans Le Grand Meaulnes, première adaptation du roman éponyme d'Alain-Fournier. L'acteur envoûte avec ce rôle toute une génération de jeunes femmes. L'année suivante, il sera le condamné dans Laurette ou le Cachet rouge, adaptation de Marcel Cravenne d'une nouvelle d'Alfred de Vigny. Puis Philippe Ducrest le fait jouer dans 4500 kilos d'or pur et le confirme en lui donnant le rôle principal dans ce qui sera son chef-d'œuvre de réalisateur : La Duchesse d'Avila. Jean Blaise jouit alors d'une réelle popularité. En 1975, après avoir participé à un roman-photo adapté du livre La Citadelle de A. J. Cronin, paru dans Femme d'aujourd'hui l'année précédente. Cette année-là, il devient pour 4 ans le compagnon de Brigitte Bardot et ne poursuit pas sa carrière d'acteur. Miroslav Brożek se consacre à la sculpture, l'actrice étant sa muse. On trouve régulièrement, en salle des ventes ou en ligne, des œuvres de Miroslav Brożek proposées à l'achat. Photographies du livre "Brigitte Bardot amie des animaux" de René Barjavel éditions Fernand Nathan 1976.

## Filmographie

### Cinéma
- 1967 : Le Grand Meaulnes de Jean-Gabriel Albicocco : Augustin Meaulnes
- 1972 : 4500 kilos d'or pur de Philippe Ducrest : Olivier

### Télévision
- 1968 : Le Cachet Rouge de Marcel Cravenne
- 1970 : Névrose en ce Château de Roger Gillioz TV Suisse Romande
- 1973 : La Duchesse d'Avila de Philippe Ducrest (série télévisée de 4 épisodes) : Alphonse van Worden y Gomerez

Opéra
- 1972 : Syllabaire pour Phèdre de Maurice Ohana, Rôle Hypollite